# 埃德蒙·伦道夫
埃德蒙·詹宁斯·伦道夫（Edmund Jennings Randolph，1753年8月10日—1813年9月12日），美国律师、政治家，曾任弗吉尼亚州州长（1786年-1788年）、美国司法部长（1789年-1794年）和美国国务卿（1794年-1795年）。1787年美国制宪会议上提出了弗吉尼亚方案。
| 前任： 托马斯·杰斐逊 | 美国国务卿 1794年-1795年     | 繼任： 蒂莫西·皮克林   |
| 前任： 首任          | 美国司法部长 1789年-1794年   | 繼任： 威廉·布拉德福德 |
| 前任： 帕特里克·亨利 | 弗吉尼亚州州长 1786年-1788年 | 繼任： 贝弗利·伦道夫   |